# بيلي جيفرسون
بيلي جيفرسون (بالإنجليزية: Billy Jefferson)‏ هو لاعب كرة قدم أمريكية أمريكي، ولد في 17 مارس 1918 في Pheba, Mississippi ‏ في الولايات المتحدة، وتوفي في 10 مارس 1974.